# 石仏

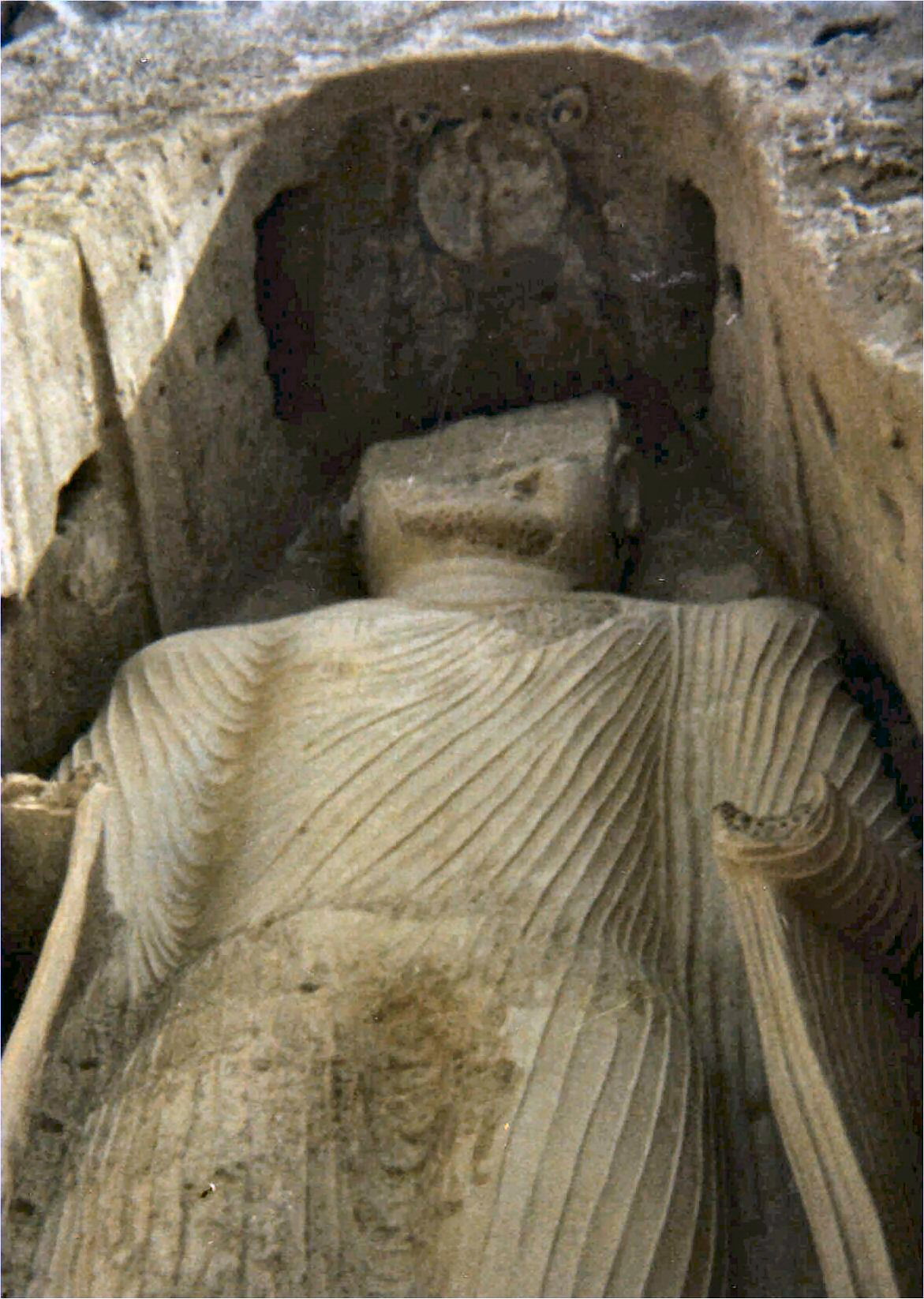
バーミヤン渓谷の石仏と石窟（1976年）

石仏（せきぶつ）とは、石に彫られた仏像である。日本ではかつて神仏習合が定着し、仏以外も篤く信仰する人が多かったため、道祖神などの石の神像も多く建てられた。その規模は寺院や神社の境内、路傍などで見られる小さな「野仏」から、臼杵磨崖仏、インドのアジャンター石窟、エローラ石窟、中国の雲岡石窟、龍門石窟などに代表されるような巨大な岩盤に彫られた磨崖仏まで多様である。以下は日本の石仏について記述する。

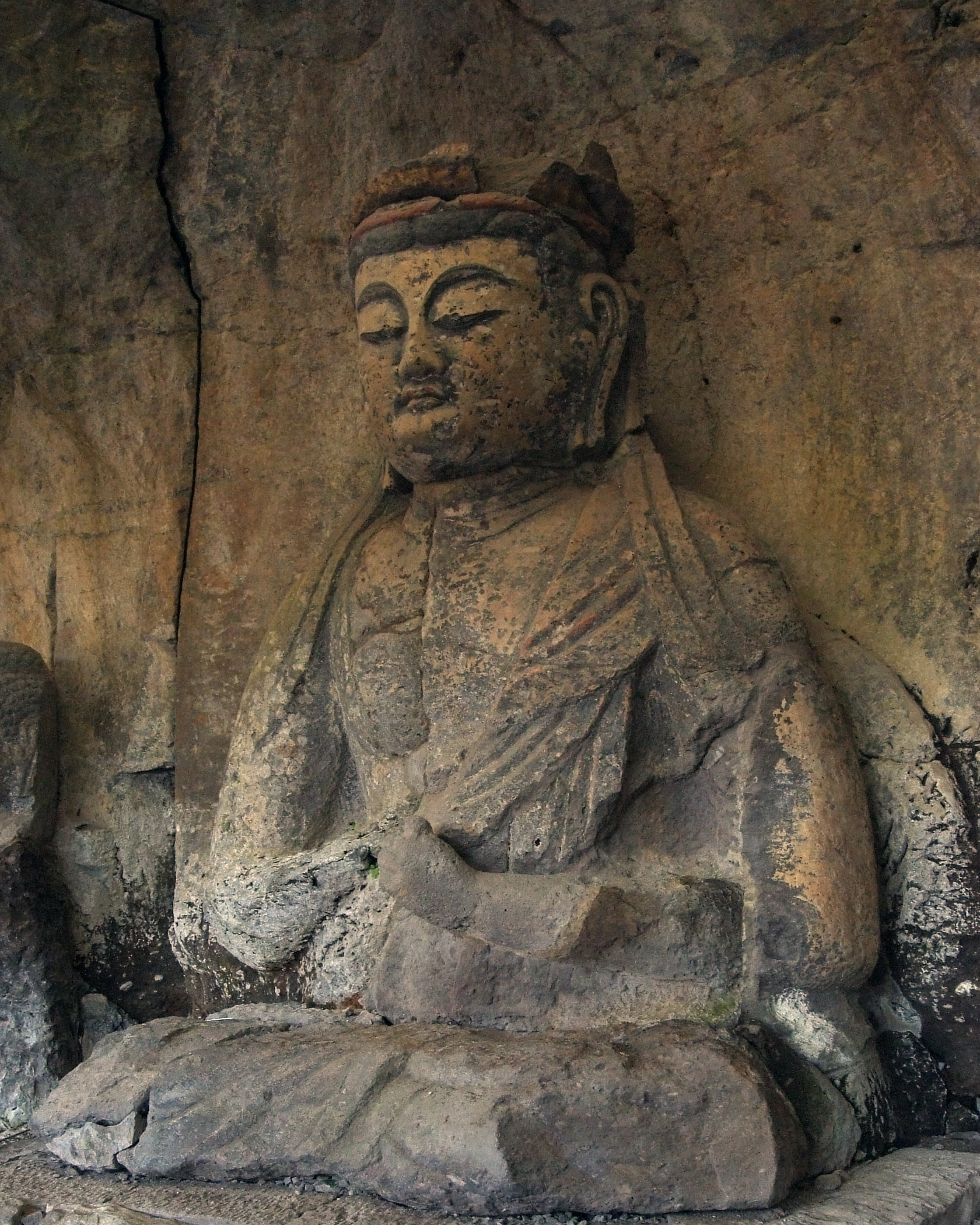
大日如来像（臼杵磨崖仏）

## 概要
古代から中世の日本では、関西地方を中心に権力者や修験者、僧侶などによって多く作られた。近世に至ると、素朴な信仰心を背景に一般庶民がその制作に携るようになる。関東では多様な表現での石仏が多く彫られた。現存する石仏の約80％位は江戸時代に制作されたものといわれている。現代においても墓地のほか、災害や事故・殺人事件などの現場では、慰霊のために地蔵菩薩が置かれることがある。
こうした石仏は信仰の対象とされたほか、地域の民俗や文化を伝える存在として研究されたり、写真集などが出版されてきた。一方で、過疎地の人口減少や信仰心の衰退に、土木工事や住宅建設などが加わり、石仏が撤去・破壊されることも多い。

### 石仏の種類
- 阿弥陀如来
- 地蔵菩薩

いわゆる「お地蔵さん」と呼び親しまれているもので、右手に錫杖、左手に宝珠を持っているのが特徴。全国各地で見られる。立像と坐像があり、坊主頭で衣をまとっている姿が一般的。丸彫り、線彫り、浮き彫りなどの彫り方の違いがある。
- 六地蔵

六体からなる地蔵菩薩。地蔵菩薩は弥勒菩薩がこの世に現れるまでの無仏の間、六道（地獄・餓鬼・畜生・修羅・人間・天上）へ救いの手を差し伸べるとされ、各道に各地蔵が派遣されているという考えに基づく。
- 馬頭観音

路傍に置かれる石仏（観音像）で最もよく見られる。文字で刻まれることもある。
- 千手観音

千の慈眼、千の慈悲で衆生を救う観音菩薩。合掌する両手のほかに、左右20手ずつの40の手を持ち、掌中に各一眼を有す。
- 如意輪観音

立て膝で頬に指を当てた姿態の坐像で、一面二手、四手、六手像が一般的である。宝珠と法輪を手に持っている。江戸時代中期以降は、女性の信仰の対象になることが多くなり、月待供養、念仏供養などの主尊として数多く造られるようになった。
- 道祖神

峠や村境あるいは橋のたもとなどに多く祀られ、別名「さえのかみ」とも呼ばれ、その起源は中国に求められる。外敵や疫病から民を護ってくれるという素朴な民間信仰から生まれた神である。その姿も多種多様であり仲睦まじい男女の姿として彫られているものもあり縁結び、子孫繁栄、交通安全の神としても信仰される。日本では長野県安曇野地方など数多く見られる。
- 庚申塔

村や集落などの出入り口にあり、申(さる)と太陽と月が描かれている。中国より伝来した道教に由来する庚申信仰に基づいて建てられた石塔である。干支で猿に例えられるため、「見ざる、言わざる、聞かざる」の三猿を彫られることや庚申の祭神が神道では猿田彦神とされることから、猿田彦神が彫られることもある。特に旧相模国を中心とした地域では数多くの庚申塔が建立された。

## 著名な石仏
- 福島県 - 大悲山の石仏
- 長野県 - 万治の石仏
- 京都府 - 当尾磨崖仏文化財環境保全地区は路傍に石仏が多数存在する地区で、浄瑠璃寺と岩船寺を結ぶルートは特にその密度が高い。
- 奈良県 - 飛鳥の石造物、石位寺三尊石仏、頭塔石仏、地獄谷石窟仏、春日山石窟仏、大野寺弥勒磨崖仏、金屋の石仏
- 兵庫県 - 羅漢寺 (加西市)、木津の磨崖仏
- 大分県 - 臼杵磨崖仏（特別史跡・国宝）、熊野磨崖仏、鍋山磨崖仏、元宮磨崖仏、川中不動、菅尾磨崖仏、岩屋寺石仏、犬飼石仏、大分元町石仏、高瀬石仏、緒方宮迫東石仏、緒方宮迫西石仏、緒方宮迫石仏

## ギャラリー

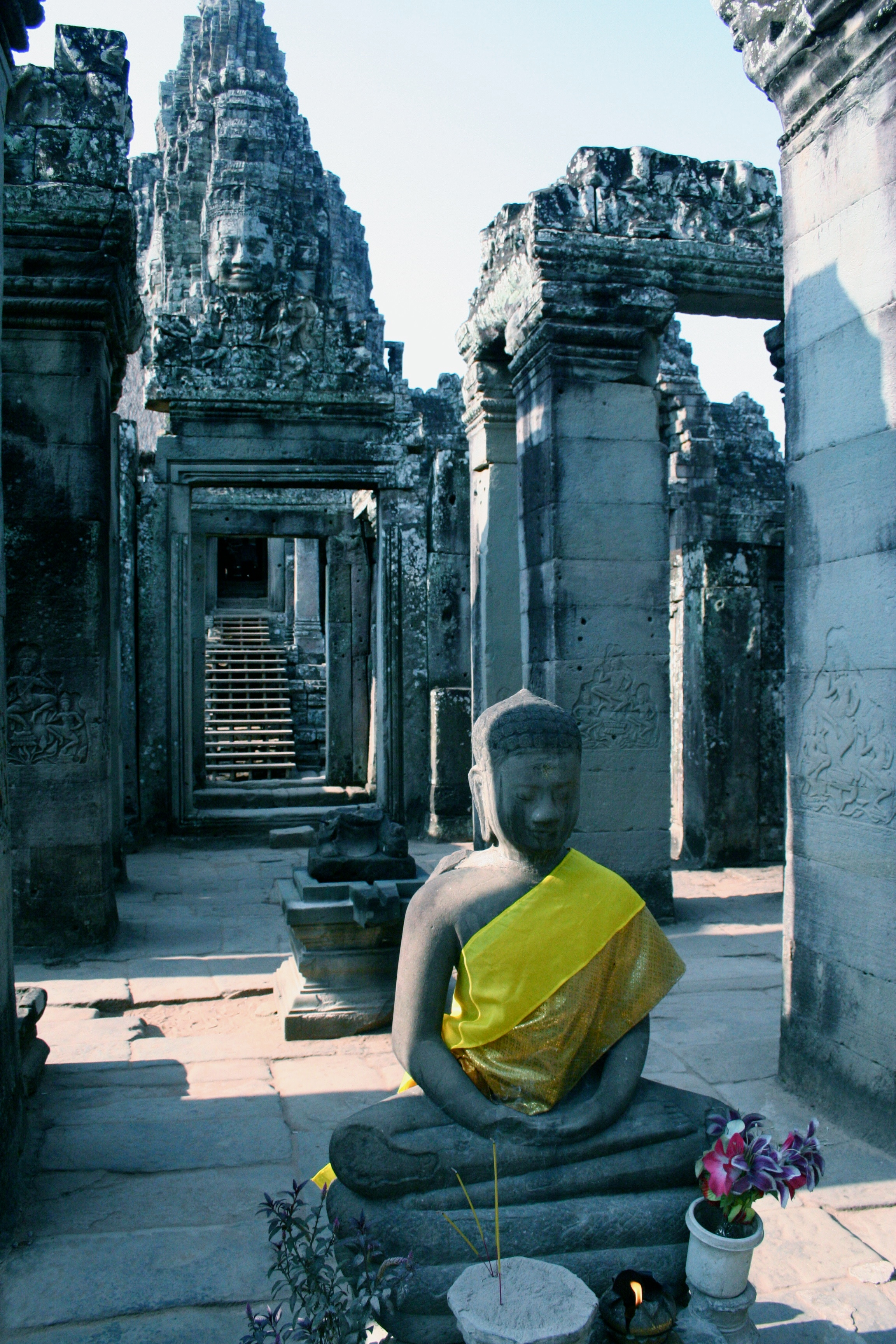
カンボジア・ アンコール・トム石仏
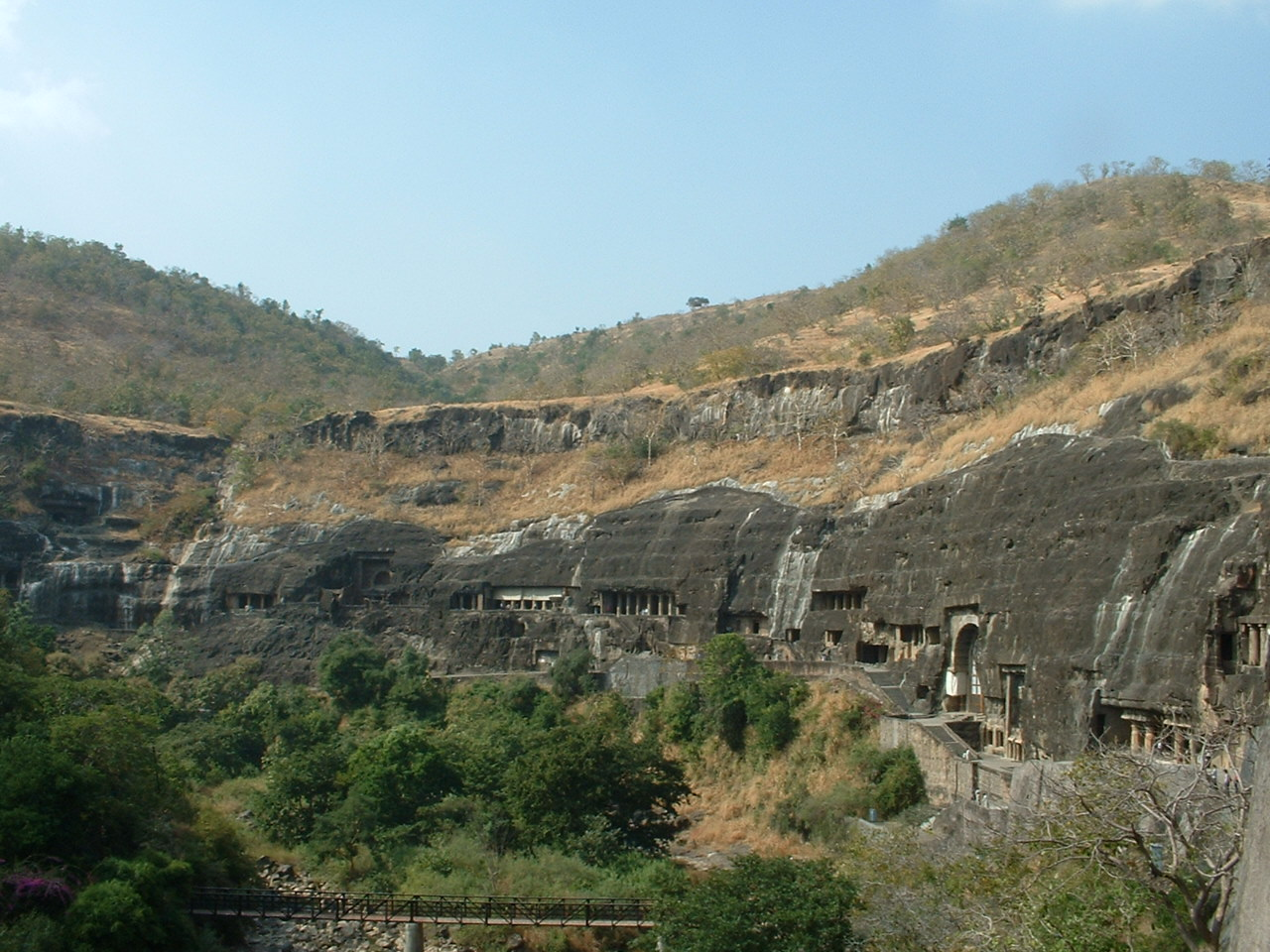
アジャンター石窟群
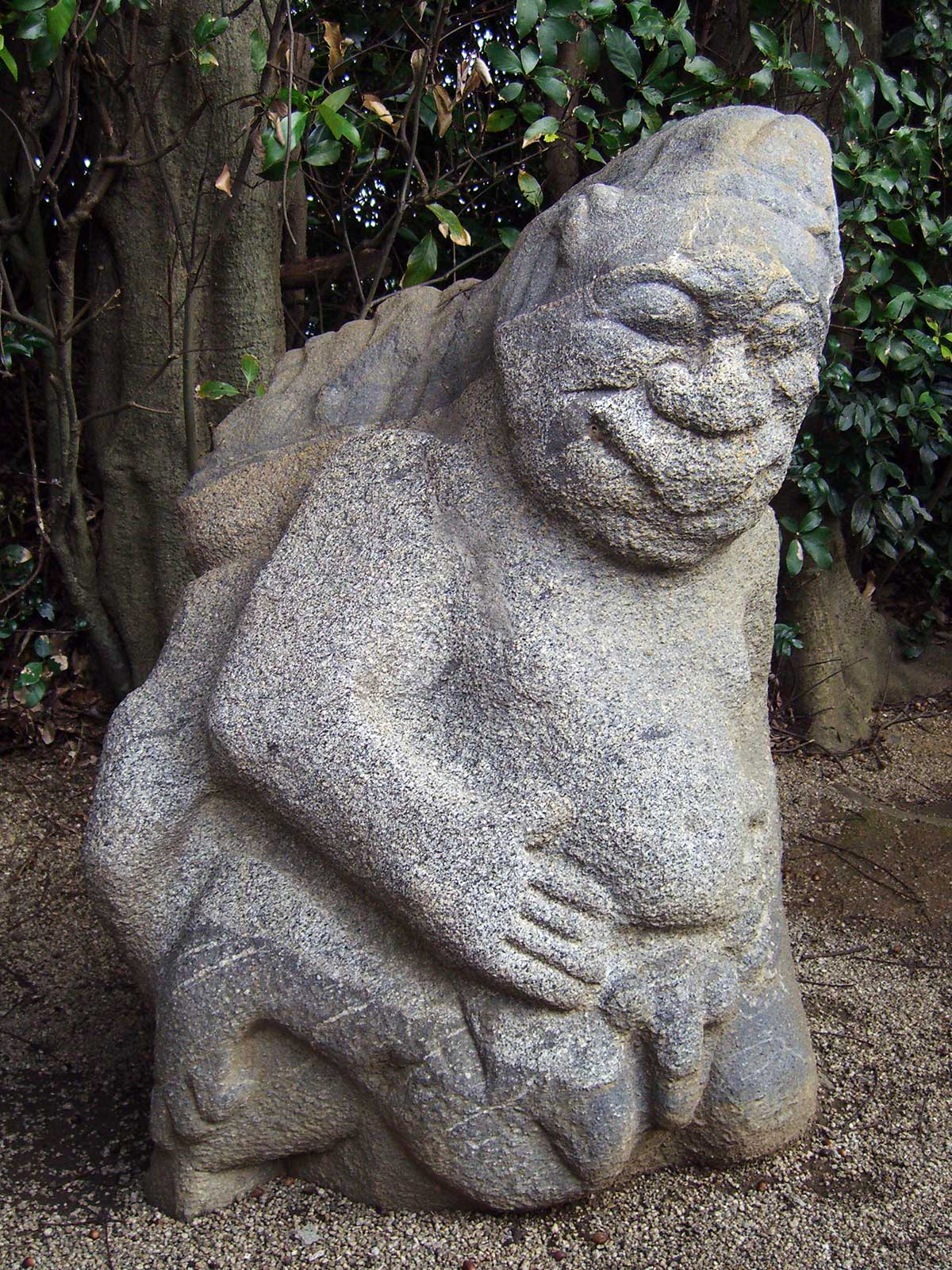
猿石（奈良県高市郡明日香村）
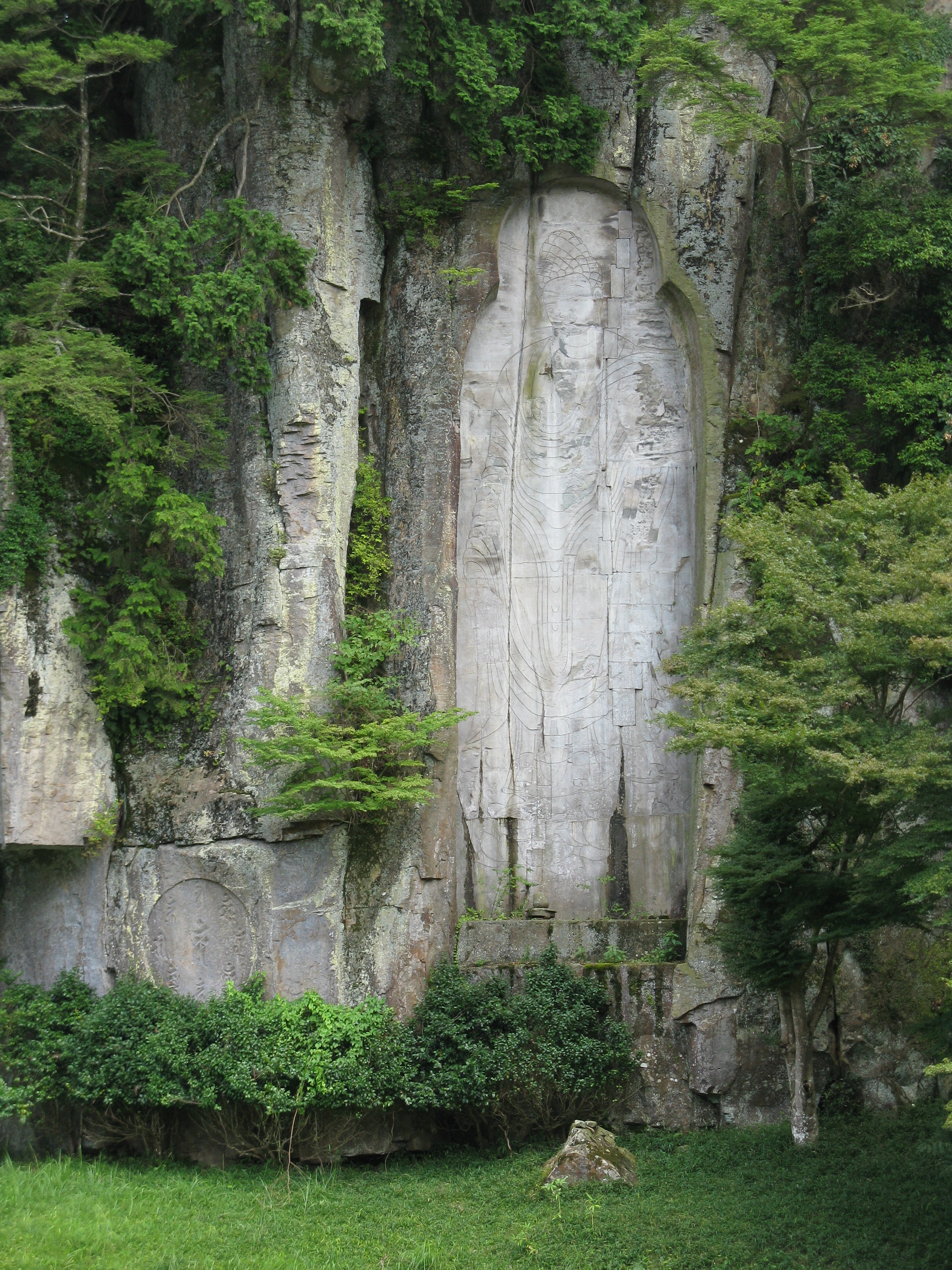
大野寺弥勒磨崖仏（奈良県宇陀市大野寺）
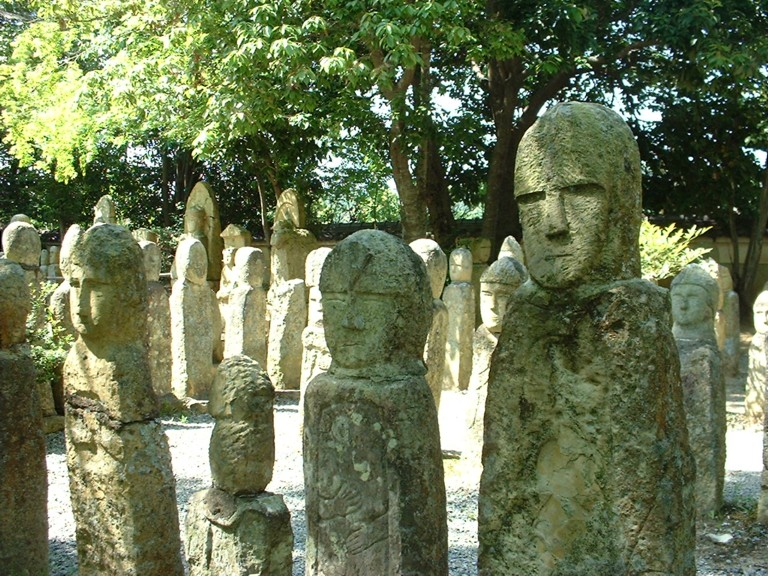
羅漢寺の五百羅漢
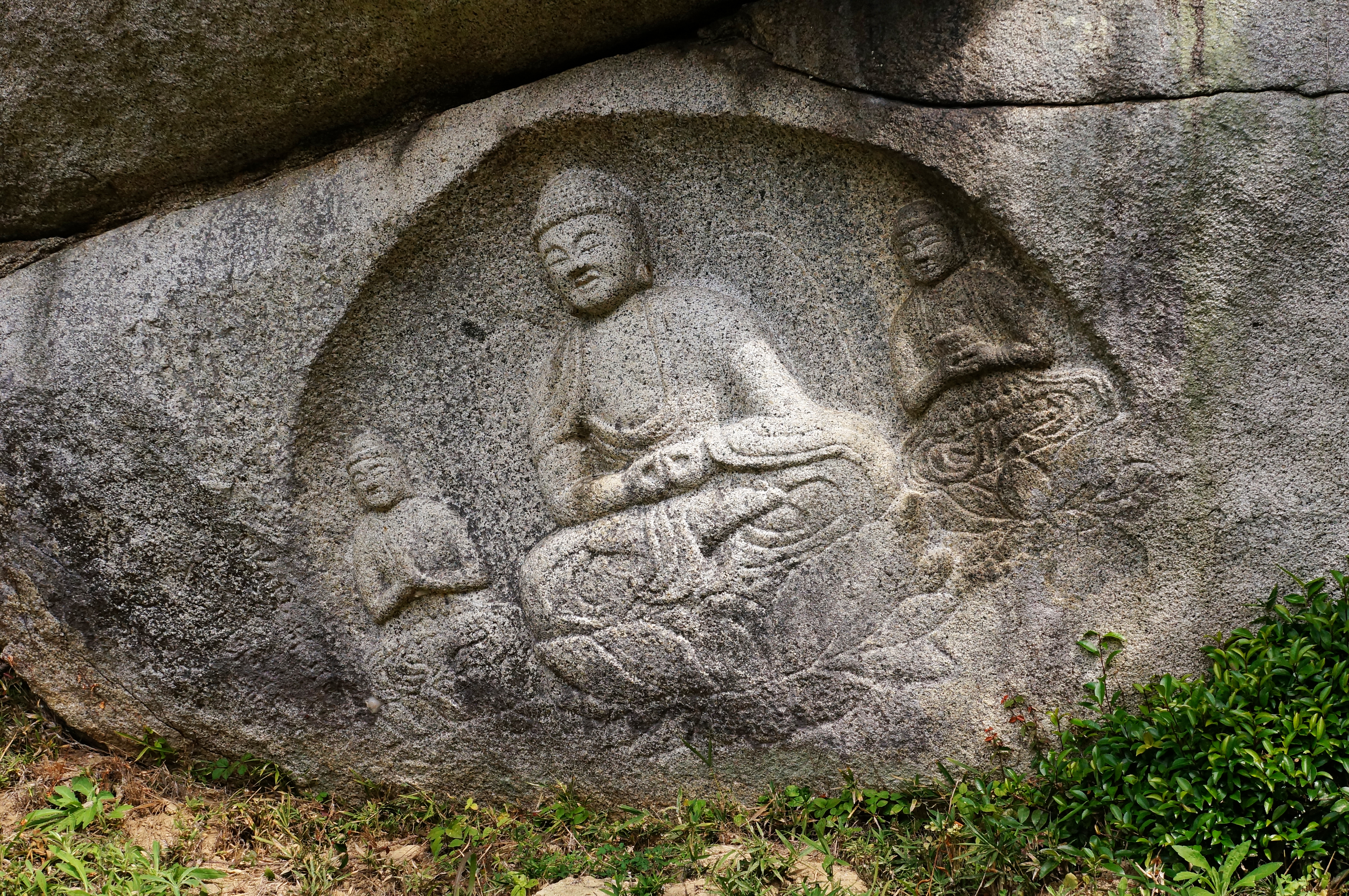
笑い仏（阿弥陀三尊、1299年作）